# Martin Kähler
Karl Martin August Kähler, född den 6 januari 1835 i Neuhausen nära Königsberg, död den 7 september 1912 i Freudenstadt i Schwarzwald, var en tysk teolog.
Kähler blev 1864 extra ordinarie professor i Bonn och 1867 extra ordinarie samt 1879 ordinarie professor i Halle. Han företrädde en modifierad biblicism och avvisade den samtida teologins strävan att bakom trosutsagorna i Nya Testamentet nå fram till "den historiske Jesus". Hans frälsningshistoriska teologi byggde på egna upplevelser av rättfärdiggörelsen, bibeln och reformationens bekännelseskrifter. Kähler kom att få betydelse för den positiva teologin och utövade inflytande på bland andra Paul Althaus den yngre, Gustaf Aulén och Einar Billing. Bland hans skrifter märks Die Wissenschaft der christlichen Lehre (3 häften 1883-1887), Der sogenannte historische Jesus under der geschichtliche bibliche Christus (1892) samt det självbiografiska verket Theologe und Christ (1926).